# Battaglia di Spalmadori

## Storia
La Battaglia di Spalmadori o battaglia delle Isole Oinousses comprendeva due azioni separate, il 9 e 19 febbraio 1695 vicino alle Oinousses (in turco: Koyun Adaları), un piccolo gruppo di isole al largo di Capo Karaburun nell'Anatolia occidentale, tra una flotta veneziana sotto Antonio Zeno e la flotta ottomana sotto Mezzo Morto Hüseyin Pascià. Il risultato della prima battaglia fu una sconfitta veneziana, e sebbene il secondo scontro finì in parità, la posizione veneziana a Chio divenne insostenibile, costringendo Zeno ad abbandonare l'isola.
Nel primo scontro, le vittime veneziane furono 142 morti e 300 feriti sui velieri, escluse le tre navi perse, e 323 morti e 303 ferite sulle galee. In tutto, meno di 2 500 vittime. Nel secondo scontro i veneziani erano in svantaggio numerico, a causa della perdita di tre navi e dell'assenza del danneggiato San Vittorio. I morti veneziani furono 132 e il Fama Volante fu danneggiato, insieme a 2 velieri ottomani.

## Forze in campo

### Repubblica di Venezia (Zeno)
- Stella Maris - affondata
- Rosa 60
- San Lorenzo Giustinian 70/80
- Leon Coronato - affondata
- Nettuno 50/60
- Valor Coronato 54
- San Domenico 60
- Redentore del Mundo 70
- Vittoria 50/60
- San Nicolo 54
- Sacra Lega 60
- Drago Volante c.60 - affondata
- Fama Volante 50
- Madonna della Salute 50
- Venere Armata 52
- Ercole Vittorioso 50/60
- San Antonio di Padova c.50
- Pace ed Abbondanza 50
- San Giovanni Battista Piccolo c.50
- San Vittorio 62 - danneggiata
- San Giovanni Battista Grande 60
- 5 galeazze
- 21 galee

### Impero Ottomano (Mezzo Morto Hüseyin)
- 20 velieri
- 24 galee

## Biografia
- (EN) Roger Charles Anderson, Naval Wars in the Levant 1559–1853, Princeton, Princeton University Press, 1952, OCLC 1015099422.